# Wysokie Brodno
Wysokie Brodno – osada w Polsce położona na Pojezierzu Brodnickim, w województwie kujawsko-pomorskim, w powiecie brodnickim, w gminie Zbiczno, na wschód od jeziora Wysokie Brodno.
W latach 1975–1998 miejscowość administracyjnie należała do województwa toruńskiego.